# 福岡県立戸畑工業高等学校
福岡県立戸畑工業高等学校（ふくおかけんりつ とばたこうぎょうこうとうがっこう, Fukuoka Prefectural Tobata Technical High School）は、福岡県北九州市戸畑区丸町三丁目にある公立の工業高等学校。略称は「戸工」（とこう）。

## 概要
歴史
1939年（昭和14年）に開校した「戸畑市立機械工業学校」を前身とする。2008年（平成20年）に創立70周年を迎えた。
学区
福岡県全域
設置課程・学科
全日制課程 4学科（学年制）
- 機械科
- 建築科
- 電気科
- 情報技術科

校訓
「誠実・創造・努力」
学校教育目標
「志高く、自律心と思いやりの心を持った、心身ともにたくましい工業人の育成」
校章
中央に「工高」の文字（縦書き）を置いている。
校歌
作詞は劉寒吉、作曲は岡本敏明による。歌詞は3番まであり、各番とも校名の「戸畑工業高校」で終わる。
応援歌
作詞・作曲ともに出身生徒によるもの。「戸工魂」というタイトルで、歌詞は3番まであり、各番とも校名の「戸畑工業高等学校」で終わる。
同窓会
「戸工会」と称している。関東（千葉県我孫子市・同県君津市）・関西（東大阪市）・福岡（宗像市）に支部を置く。
特色
高校生ものづくりコンテスト全国大会では電気工事部門と旋盤作業部門に出場歴がある。更に電気工事部門の出場者が、若年者ものづくり競技大会で第3位になった。2004年（平成16年）に九州初の日本版デュアルシステム文部科学省指定校（～2006年（平成18年）まで）となり、2010年（平成22年）現在は独自の「戸工版デュアルシステム」を実施している。

## 沿革
- 1939年（昭和14年）
  - 3月16日 - 福岡県戸畑市弁入町二丁目に「戸畑市立機械工業学校」（乙種工業学校本科3年生、専修年制）の設立が認可される。
  - 4月1日 - 開校。本科第1学年100名、専修科50名が入学。
- 1941年（昭和16年）3月31日 - 甲種工業学校（修業年限5年）認可を受け、「戸畑工業学校」と改称。
- 1948年（昭和23年）4月1日 - 学制改革により「福岡県戸畑工業高等学校」と改称。併置中学校設置。

- 1949年（昭和24年）5月1日 - 「福岡県立北筑高等学校」と改称（現在の福岡県立北筑高等学校とは設立時期・場所共に異なる）。
- 1951年（昭和26年）
  - 4月1日 - 建築科（1学級・定員50名）を設置。
  - 12月18日 - 校歌発表
- 1953年（昭和28年）4月1日 - 「福岡県立戸畑工業高等学校」（現校名）と改称。
- 1961年（昭和36年）4月1日 -  電気科（1学級・定員50名）を設置。
- 1962年（昭和37年）
  - 3月5日 - 現在地で移転改築工事（電気科実習工場）が開始。
  - 4月1日 - 電気科を1学級増設し、2学級・定員100名とする。
- 1963年（昭和38年）4月1日 - 機械科学級を増設し、3学級・定員150名とする。
- 1965年（昭和40年）3月10日 - 新校舎へ移転完了。
- 1966年（昭和41年）4月1日 - 建築科学級を増設し、2学級・定員100名とする。
- 1971年（昭和46年）4月1日 - 情報技術科（1学級・定員40名）を新設。
- 1993年（平成5年）5月24日 - 機械科実習棟が完成。
- 1996年（平成8年）4月13日 - 同窓会館「戸工会」が完成。
- 2000年（平成12年）4月1日 - 電気科で1学級減。
- 2004年（平成16年）8月 - 日本版デュアルシステム文部科学省指定校となる。（～2006年（平成18年）まで）
- 2005年（平成17年）4月1日 - 機械科を1学級減とし、募集定員を40名とする。
- 2007年（平成19年）4月1日 - 学科改編を行い、機械・電気系の募集定員を120名、建築系募集定員を40名とする。
- 2012年（平成24年）11月 - 新校舎建設着工予定。2017年（平成29年）に全体完成する予定。

## 部活動
| 運動部 - 陸上部 - 野球部 - 剣道部 - テニス部 - 柔道部 - 卓球部 - 空手道部 - アウトドア部 - バドミントン部 - 水泳部 - サッカー部 - バスケットボール部 - バレーボール部 - 県大会の常連校。 - 弓道部 | 文化部 - 放送部 - 演劇部 - 自動車部 - アーキテクト部 - 美術部 - 書道部 - 技術部 - 電子研究部 - インターアクト部 |

## 交通アクセス
最寄りの鉄道駅
- JR九州 鹿児島本線 「戸畑駅」

最寄りのバス停
- 西鉄バス北九州 「戸畑工業高校下」バス停

最寄りの道路
- 福岡県道50号八幡戸畑線
- 北九州高速2号線 「若戸出入口」
- 北九州高速5号線 「枝光出入口」

## 周辺
大学
- 九州工業大学

高等学校
- 福岡県立ひびき高等学校
- 福岡県立戸畑高等学校
- 北九州市立高等学校
- 明治学園高等学校
- 九州国際大学付属高等学校

中学校
- 北九州市立飛幡中学校
- 北九州市立中原中学校
- 北九州市立大谷中学校
- 北九州市立高生中学校
- 北九州市立枝光台中学校
- 明治学園中学校
- 九州国際大学付属中学校

小学校
- 北九州市立天籟寺小学校
- 北九州市立牧山小学校
- 北九州市立一枝小学校
- 北九州市立あやめが丘小学校
- 北九州市立大谷小学校
- 北九州市立枝光台小学校
- 明治学園小学校

特別支援学校
- 北九州市立特別支援学校北九州中央学園

公共機関
- 戸畑区役所
- 戸畑警察署天籟寺交番
- 北九州市立戸畑体育館・図書館分館
- 夜宮公園 - 北九州市立夜宮弓道場・北九州市立夜宮青少年センター
- 戸畑牧山郵便局
- スペースワールド